# F
Az F a latin ábécé hatodik, a magyar ábécé tizenegyedik betűje.

## Karakterkódolás
| Karakterkészlet | Kisbetű (f) | Nagybetű (F) |
| --------------- | ----------- | ------------ |
| ASCII           | 102         | 70           |
| Bináris ASCII   | 01100110    | 01000110     |
| EBCDIC          | 134         | 198          |
| Bináris EBCDIC  | 10000110    | 11000110     |
| Unicode         | U+0066      | U+0046       |
| HTML/XML        | &#70;       | &#70;        |

## Jelentései

### Biokémia
- F: a fenilalanin jele

### Fizika
- f: a frekvencia jele
- F: az erő jele
- F: a farad, az elektromos kapacitás SI-egységének jele
- F: a Faraday-állandó jele
- F: a fókuszpont jele az optikában
- F: a hőmérséklet kifejezésére használt Fahrenheit jele

### Kémia
- F: a fluor vegyjele

### Matematika
- f, F: a függvények leggyakrabban használt jelölése

### Statisztika
- f: az abszolút gyakorisági sorok jele
- F-eloszlás: egy valószínűségi eloszlás neve

### Számítástechnika
- az F egy programozási nyelv megnevezése

### Egyéb
- f: a femto-, vagyis egy mennyiség 10−15-szeresének jelölése az SI-rendszerben
- F: nemzetközi autójelként Franciaország jele
- az °F jel a hőmérséklet egyik mértékegységének, a Fahrenheitnek a jele
- F a zenében a C-dúr skála 4. hangjának (352 Hz) a betűjele; neve: ef
- f a forte (a.m. erősen) jele